# Acide nitreux
L'acide nitreux (HONO) est un composé chimique de formule HNO2. C'est un monoacide faible que l'on ne connaît qu'en solution pas trop acide (il se dismute au pH bas), et en phase gazeuse. Ses sels (les nitrites) sont stables en solution aqueuse. L'acide nitreux est un des réactifs essentiels de la préparation des colorants azoïques et, dans l'air, le précurseur du radical hydroxyle (OH), l'un des principaux polluant de l'air, et une espèce chimique clé dans la formation des épisodes de pollution photochimique (c'est un puissant photo-oxydant). 
En laboratoire, il et préparé in situ par acidification de nitrite de sodium à basse température (environ 5 °C).
La molécule HNO2 a été détectée dans le milieu interstellaire dans la composante B du système binaire IRAS 16293−2422 (en).

## Description
Son nom systématique est : acide dioxonitrique(III) ou acide nitrique III. Ses sels sont appelés nitrites.
Il est particulièrement instable et se dismute à température ordinaire en monoxyde d'azote NO et en ion nitrate [NO3]−, ainsi que le montre le diagramme de Frost de l'azote donné ci-dessous :
L'azote, qui se trouve à l'état d'oxydation +III, se retrouve, après dismutation, aux états +V et +II.
L'acide nitreux est utilisé pour préparer des dérivés azoïques (azobenzène C6H5–N=N–C6H5) à partir d'amines aromatiques, par l'intermédiaire de sels de diazonium C6H5–N+≡N·X−.
Son pKa est de 3,3.

## Polluant atmosphérique
C'est l'un des polluants photochimiques, acidifiant, de l'air créé par les apports d'engrais azotés, on le retrouve par exemple sur les cultures de maïs, à la suite de la réduction photo-induite du dioxyde d'azote (NO2).

## Stockage
On le prépare extemporanément, car il est trop instable pour être stocké, en ajoutant de l'acide chlorhydrique à du nitrite de sodium en solution :
NO2−(aq) + H3O+ → HNO2 (aq) + H2O(liq).